# Mastinomorphus impressiceps
Mastinomorphus impressiceps är en skalbaggsart som beskrevs av Wittmer 1997. Mastinomorphus impressiceps ingår i släktet Mastinomorphus och familjen Phengodidae. Inga underarter finns listade i Catalogue of Life.